# Злобин
Злобин је насељено место у саставу града Бакра у Приморско-горанској жупанији, Република Хрватска.

## Историја
До територијалне реорганизације у Хрватској налазио се у саставу старе општине Ријека.

## Становништво
На попису становништва 2011. године, Злобин је имао 316 становника.

## Попис1991.
На попису становништва 1991. године, насељено место Злобин је имало 319 становника, следећег националног састава:
| Попис 1991.‍  | Попис 1991.‍  | Попис 1991.‍ | Попис 1991.‍ | Попис 1991.‍ |
| ------------ | ------------ | ----------- | ----------- | ----------- |
|              |              |             |             |             |
| Хрвати       | Хрвати       |             | 298         | 93,41%      |
| Срби         | Срби         |             | 9           | 2,82%       |
| неопредељени | неопредељени |             | 9           | 2,82%       |
| непознато    | непознато    |             | 3           | 0,94%       |
| укупно: 319  |              |             |             |             |